# Ciríaco Giménez Hugalde
Ciríaco Giménez Hugalde (Pamplona, 5 de febrero de 1828 - Toledo, 1893) fou un organista, compositor i mestre de capella. Va néixer a Pamplona el 5 de febrer de 1828. Va aprendre solfeig i piano per mitjà del seu professor José Guelbenzu. Va viatjar a Madrid i estudià al Conservatori de Madrid. Va opositar per l'esglèsia de Valencia i Toledo, finalment es va situar a Toledo el 3 de març de 1865.
Les seves obres es basen en misses, salms, responsoris, motets i lletaníes. L'obra mes coneguda fou un Miserere en mi bemol, amb dos càntics i un salve.